# Кольмар Південний
Кольма́р Півде́нний (фр. Colmar-Sud) — кантон у Франції, в департаменті Верхній Рейн регіону Ельзас.

## Склад кантону
Кантон включає в себе 2 муніципалітети (один з яких частина міста Кольмар):
| Муніципалітет     | Площа | Населення, осіб | Рік  |
| ----------------- | ----- | --------------- | ---- |
| Сент-Круа-ен-Плен | 25,77 | 2493            | 2006 |

## Консули кантону
| Період    | Консул           | Посада                                |
| --------- | ---------------- | ------------------------------------- |
| 1988—1994 | André Bianchi    |                                       |
| 1994—2008 | Roland Wagner    | Заступник мера муніципалітету Кольмар |
| 2008—2014 | Frédéric Hilbert | Член ради муніципалітету Кольмар      |

| Франція | Це незавершена стаття з географії Франції. Ви можете допомогти проєкту, виправивши або дописавши її. |